# Annals of Work Exposures and Health
Annals of Work Exposures and Health (abgekürzt Ann. Work Expos. Health), bis 2017 Annals of Occupational Hygiene (abgekürzt Ann. Occup. Hyg.) ist eine wissenschaftliche Fachzeitschrift, die vom Oxford-University-Press-Verlag veröffentlicht wird. Es erscheinen neun Ausgaben im Jahr. Es werden Arbeiten aus den Bereichen der Arbeitsmedizin und der Exposition gegen chemische, physikalische oder biologische Agenzien veröffentlicht.
Der Impact Factor der Zeitschrift lag im Jahr 2018 bei 1,713.